# Terje Skarsfjord
Terje Skarsfjord (Narvik, 1942. június 28. – 2018. január 15.) norvég labdarúgó, edző.

## Pályafutása
Játékos pályafutása jelentős részét a narviki Mjølner csapatában töltötte.
1981-82-ben a Hødd vezetőedzője volt, majd korábbi klubja a Mjølner szakmai munkáját irányította. A Tromsø vezetőedzője volt három alkalommal (1996, 1999–2001, 2003). Legnagyobb sikerét itt érte el 1996-ban, mikor norvég kupa-győztes lett az együttessel.

## Sikerei, díjai
Tromsø
- Norvég kupa
  - győztes: 1996